# Славица Спасић
Славица Спасић (Црна Трава, 1953 — Београд, 26. септембар 2008) била је српски песник, романопосац и есејиста.

## Биографија
Основну школу и гимназију завршила је у Београду, и дипломирала и магистрирала на Факултету политичких наука у Београду. Дуго година радила је у Привредној комори Србије. Била је члан Удружења књижевника Србије. Поред писања, бавила се и сликарством.

## Књиге песама
- Брод за Атос, 1999, 2001.
- Ноћне страже, 2000.
- Поноћни требник, 2002.
- Сунце жи(во)тног поља, 2003.
- Међу људима и међу предметима, 2005.
- Седефаста чистина, 2005.
- Паства, 2007.

## Романи
- Дневник из прибежишта, 1992.
- Дунђерски дани, 1996.
- Јулита и Билита, 2003.
- Роман о Београду, 2003.
- Недељом увече, 2004.

## Есеји
- Чудесни свет људске слободе, 2006.

## Награде
- Бранко Миљковић за „Роман о Београду“ Уметничког удружења „Бранко Миљковић“ из Ниша